# Кемпіна (Плоцький повіт)
Кемпіна (пол. Kępina) — село в Польщі, у гміні Гомбін Плоцького повіту Мазовецького воєводства.
Населення — 174 особи (2011).
У 1975-1998 роках село належало до Плоцького воєводства.

## Демографія
Демографічна структура станом на 31 березня 2011 року:
|          | Загалом | Допрацездатний вік | Працездатний вік | Постпрацездатний вік |
| -------- | ------- | ------------------ | ---------------- | -------------------- |
| Чоловіки | 89      | 16                 | 64               | 9                    |
| Жінки    | 85      | 14                 | 48               | 23                   |
| Разом    | 174     | 30                 | 112              | 32                   |